# Jacob Cheung
Jacob Cheung Chi-leung (張之亮) és un Hong Kong director de cinema, productor, guionista i actor. Els seus crèdits inclouen A Battle Of Wits (2006), que va ser nominada a millor director i millor guió als Premis Golden Bauhinia, i Beyond the Sunset (1989), que va ser nominada a dos premis als 9ns Premis de Cinema de Hong Kong.

## Vida personal
Cheung està casat amb Venus Wong i té quatre fills: els bessons Matthew, Eugene i Jeremy, i la seva germana gran, Ingrid.

## Filmografia

### Director
- The White Haired Witch of Lunar Kingdom (2014)
- Ticket (Che Piao) (2007)
- A Battle Of Wits (2006)
- Hero on the Silkroad (2004)
- Never Say Goodbye (2001)
- Midnight Fly (2001)
- The Kid (1999)
- Intimates (1997)
- Whatever Will Be, Will Be (1995)
- The Returning (1994)
- Always on My Mind (1993)
- Lover's Tear (1992)
- Cageman (1992)
- Goodbye Hero (1990)
- Beyond the Sunset (1989)
- Lai Shi, China's Last Eunuch (1988)

### Actor
- Hong Kong Graffiti (1997)
- My Dad is a Jerk (1997)
- Those were the Days (1996)
- Cageman (1992)
- Au revior, mon amour (1991)
- Hong Kong Godfather (1991)
- All About Women (2008)

### Productor
- Midnight Fly (2001)
- Never Say Goodbye (2001)
- The Kid (1999)
- Intimates (1997)
- Signal Left, Turn Right (1996)
- I've Got You, Babe!!! (1994)
- Sparkling Fox (1994)

### Guionista
- A Battle of Wits (2006)
- The Returning (1994)
- Cageman (1992)
- Beyond the Sunset (1989)

### Productor executiu associat
- Mr. Vampire (1985)